# Lew Leo

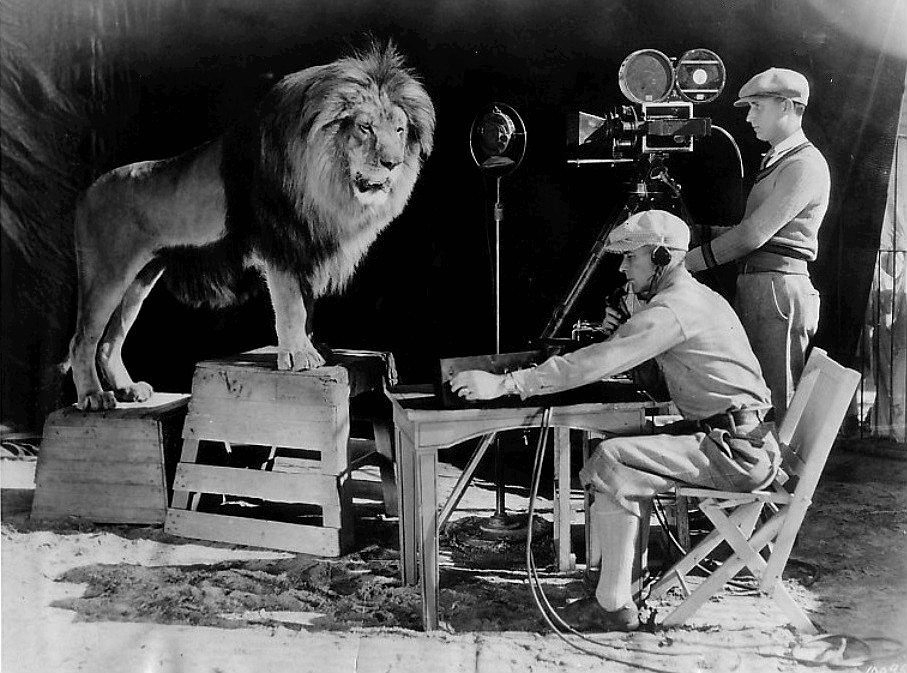
Jackie, trzeci lew wytwórni (1928)

Lew Leo – maskotka i symbol hollywoodzkiej wytwórni filmowej Metro-Goldwyn-Mayer stworzona przez Howarda Dietza w 1917 roku.
Logo z lwem jeszcze dla studia Goldwyn Pictures zaprojektował Howard Dietz, który zainspirował się bojową pieśnią sportowców z Uniwersytetu Columbia „Roar, Lion, Roar”, których maskotką był lew. Postanowił umieścić lwa w pierścieniu zrobionym z taśmy filmowej, na którym widniało łacińskie motto „Ars Gratia Artis”, czyli „sztuka dla sztuki”. Gdy w 1924 roku z połączenia studia Goldwyn Pictures, wytwórni Metro Pictures i przedsiębiorstwa Louisa B. Mayera powstała wytwórnia MGM, która przejęła logo z lwem, Dietz wprowadził do niego kilka poprawek. Łącznie od 1917 roku wykorzystano oficjalnie pięć różnych lwów, chociaż pod koniec lat 20. i na początku 30. XX w., gdy testowano film barwny, korzystano z pomocy jeszcze dwóch innych lwów.

## Lwy

### Slats (1924–1928)

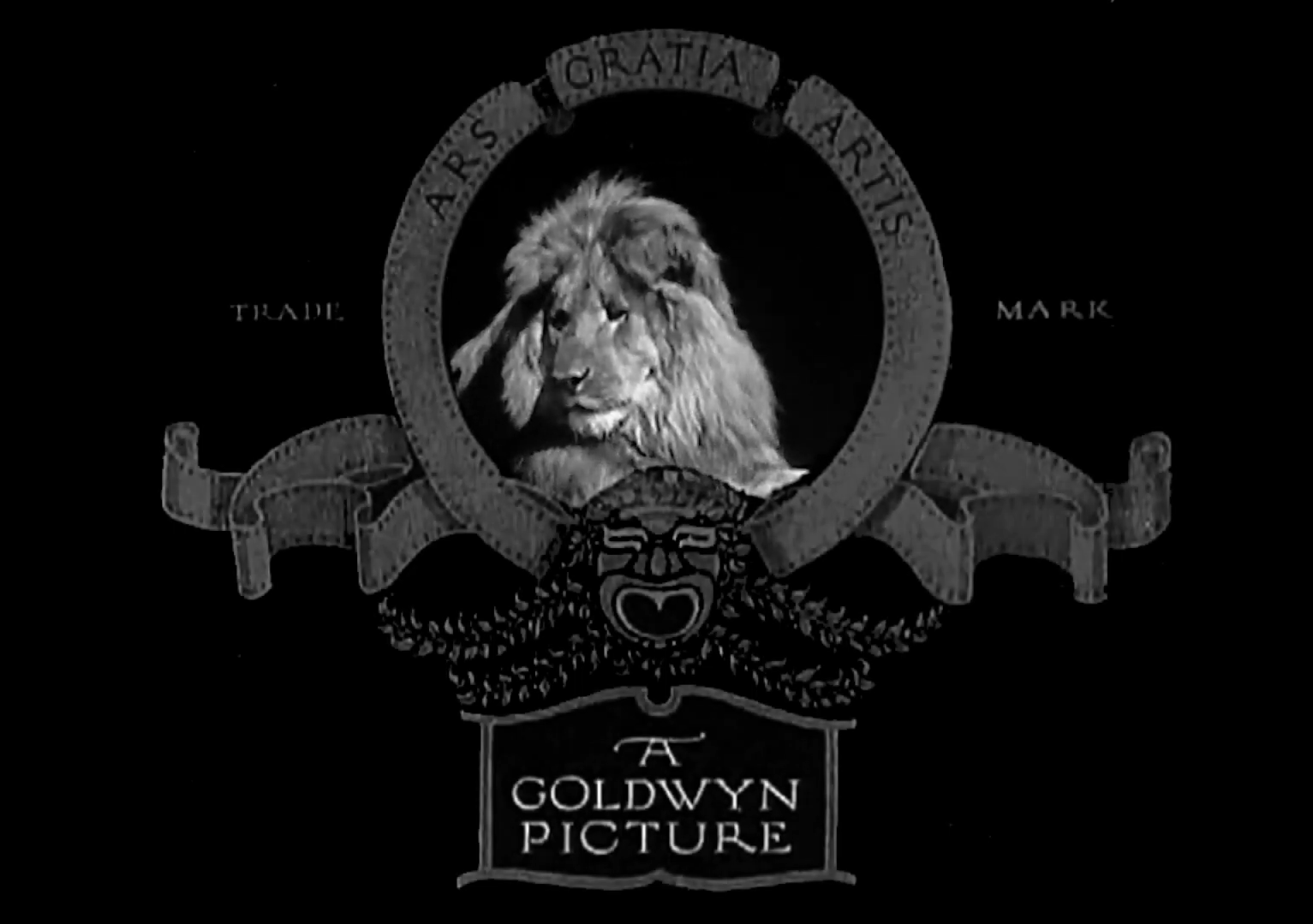
Logo Goldwyn Pictures z lat 1917–1924, przedstawiające bezimiennego lwa.

Pierwszym lwem używanym przez MGM był Slats, którego wizerunek pojawiał się we wszystkich czarno-białych filmach studia od 1924 do 1928 roku. Po raz pierwszy został pokazany pod szyldem MGM w filmie z 1924 roku „He Who Gets Slapped”. W przeciwieństwie do swoich następców, Slats nie ryczał, lecz rozglądał się dookoła.
Urodził się w Zoo w Dublinie i został wyszkolony przez Volneya Phifera. Po przejściu Slatsa na emeryturę Phifer zabrał go na swoją farmę w Gillette (ang. – brak wersji PL), w stanie New Jersey, gdzie opiekował się zwierzętami do spektakli broadwayowskich. Kiedy Slats zmarł w 1936 roku, Phifer pochował go na farmie i zasadził nad jego grobem sosnę. Skóra lwa została umieszczona w Muzeum McPherson w stanie Kansas.

### Jackie (1928–1956)

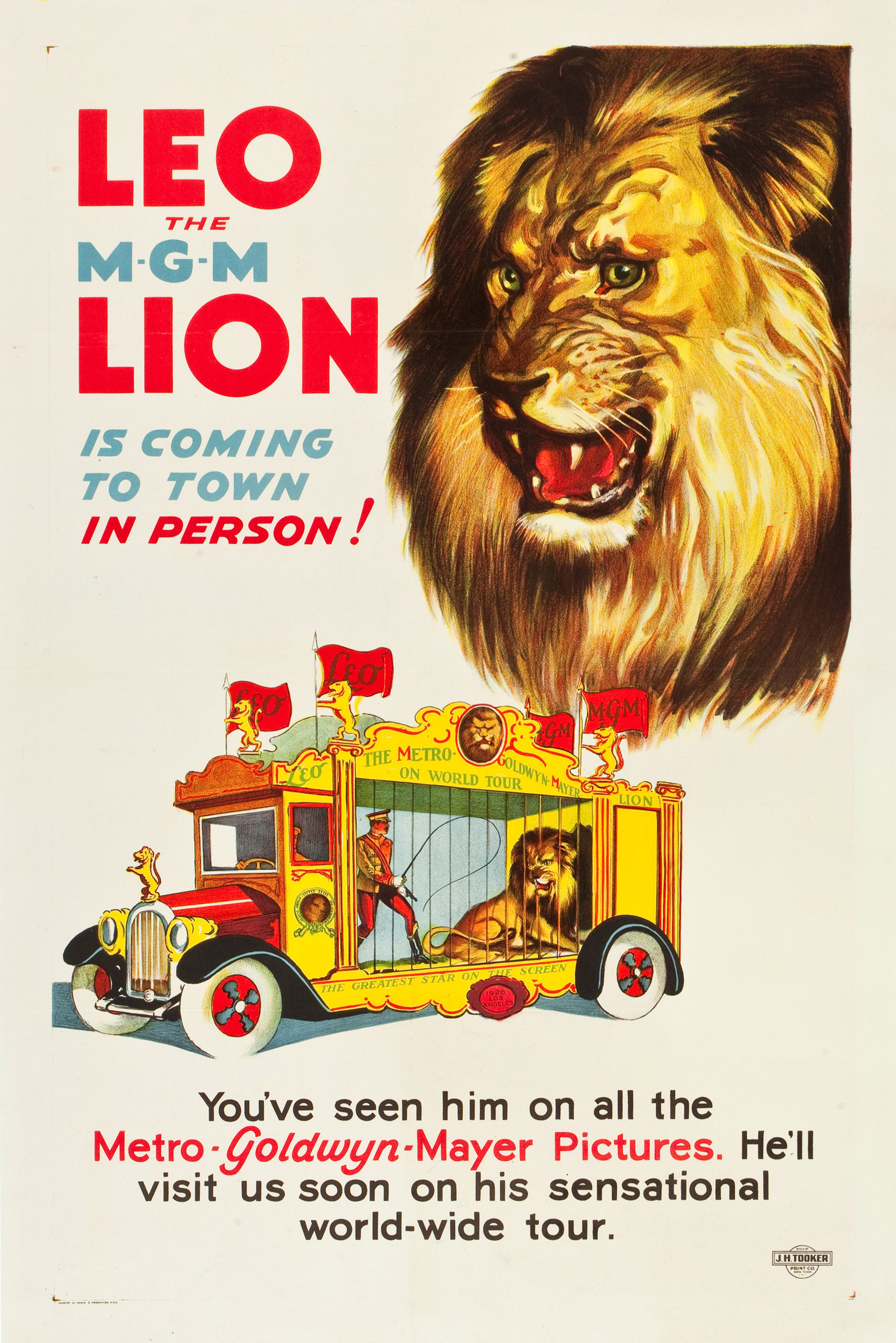
Plakat promujący z 1928

Drugim lwem wpisanym w logo wytwórni był Jackie. Gdy był jeszcze młody, złapano go na nubijskiej pustyni i przewieziono do Hollywood, gdzie wystąpił w ponad stu filmach, m.in. w Tarzanie. W końcu wybrano go na następcę Slatsa głównie ze względu na duże podobieństwo. Zyskał także przydomek „Szczęściarz”, ponieważ dwa razy przeżył wypadek pociągu, trzęsienie ziemi, zatonięcie łodzi, wybuch w studiu filmowym oraz katastrofę lotniczą. Zmarł 26 lutego 1952 roku.
Kiedy w 1928 roku MGM wydawało swój pierwszy dźwiękowy film Białe cienie, postanowiono dodać także ryk lwa. Logo z Jackiem pojawiło się we wszystkich czarno-białych filmach wytwórni MGM wydanych w latach 1928–1956 oraz w kolorowej wersji Czarnoksiężnika z Oz (1939). Dodawano je także do czarno-białych filmów animowanych, takich jak: Flip the Frog i serii Willie Whopper. Z kolei kolorowe logo pojawiło się w filmie Flip i Flap w krainie cudów z 1934 roku. 
Na początku lat 30. wytwórnia ponownie wypuściła do kin kilka swoich niemych filmów, do których dołączono ścieżkę dźwiękową m.in. Chciwość (1924), Ben-Hura (1925) oraz Symfonię zmysłów (1926). Jednakże w tych nowych wydaniach nie pojawiał się Slats, tylko Jackie, co mylnie sugerowało, że był on wykorzystywany przed 1928 rokiem.

### Telly i Coffee (1927–1934)
Gdy w 1927 roku wytwórnia rozpoczęła testy z filmem barwnym i animacją, stworzono nowe loga z dwoma różnymi lwami. Pierwszy z nich zwany Telly, pojawił się we wszystkich kolorowych filmach MGM wydanych do 1932 roku. Następnie zastąpił go drugi lew zwany Coffee, którego logo pojawiało się w filmach barwnych do 1934 roku oraz w krótkometrażowej serii filmów animowanych Happy Harmonies z 1935 r.

### Tanner (1934–1956)
Po eksperymentach z obróbką barwną wytwórnia MGM rozpoczęła w 1934 roku produkcję trójtaśmowych filmów w technicolorze. Nowym lwem został Tanner, z którym logo pojawiło się we wszystkich filmach nakręconych w tej technice w latach 1934–1956 oraz animacjach (1935–1958, 1963–1967). Wyjątki stanowią: Czarnoksiężnik z krainy Oz (1939), nakręcony w 3D Third Dimensional Murder (1941), Portret Doriana Graya (1945) i Tajemniczy ogród (1949), w których pojawia się Jackie, choć jego logo wykorzystywano głównie do filmów czarno-białych, a Tannera do barwnych.
Logo z Tannerem po raz pierwszy pojawiło się w krótkometrażowym filmie Star Night at the Coconut Grove w 1934 roku, a cztery lata później w pełnometrażowej produkcji Zakochani. Ta wersja loga była najczęściej używana w czasie tzw. złotej ery Hollywoodu, choć filmy barwne stały się normą dopiero w latach 60..

### George (1956–1958)
Czwartym oficjalnym lwem wytwórni był George, który po raz pierwszy pojawił się w 1956 roku i w przeciwieństwie do swoich poprzedników miał znacznie większą grzywę. Powstały dwie wersje loga: w jednej George ryczał w prawą stronę ekranu, a następnie na wprost, w drugiej również ryczał, ale tylko w prawo. Ponadto tło często było czarne albo ciemnobrązowe/szare. Logo z George’em wykorzystywano głównie do filmów czarno-białych, a od 1957 do 1958 roku pojawiało się razem z aktualnym znakiem wytwórni, na którym występuje Leo.

### Leo (od 1957)
W 1957 roku nowym lwem MGM-u został Leo, który do dziś jest symbolem wytwórni. W przeciwieństwie do swoich poprzedników ma znacznie mniejszą grzywę, ponieważ gdy go nagrywano, był jeszcze bardzo młody.
Powstały z nim dwie wersje; w rozszerzonej wykorzystywanej w latach 1957–1960 lew ryczy trzy razy, z kolei w standardowej dwa. Ta wersja jest używana od 1960 roku. Choć oficjalnym lwem był Leo, to w latach 1963–1967 Chuck Jones w swoich animacjach z Tomem i Jerrym wykorzystywał jeszcze Tannera.
Samo logo również zostało nieco zmienione. Dotychczas biały kolor nazwy wytwórni zmieniono na złoty z domieszką czerwieni, podobnie jak wstęgi taśmy filmowej. Niezmieniona natomiast pozostała znajdująca się na dole maska. Poza innymi drobnymi modyfikacjami ogólny projekt loga pozostał taki sam.

## Logo zastępcze
W latach 20. XX w. stworzono graficzny wizerunek lwa (widziany z boku) odpoczywającego w pozycji półleżącej na piedestale, pod którym był napis „A Metro-Goldwyn-Mayer Picture”. Za nim znajdował się półpierścień z taśmy filmowej i motto „Ars Gratia Artis”. Natomiast po bokach piedestału znajdowały się pochodnie. To zastępcze logo pojawiało się zwykle w napisach początkowych bądź końcowych filmu, głównie od lat 20. do początku lat 80. XX w.